# 圣莱热 (夏朗德省)
圣莱热（法語：Saint-Léger，法語：[sɛ̃ leʒe] ⓘ）是法国夏朗德省的一个旧市镇，原属于昂古莱姆区。2019年，圣莱热并入市镇科托迪布朗扎凯并改属干邑区。

## 地理
圣莱热（45°27'36"N, 0°2'42"E）面积4.21 平方千米，位于法国新阿基坦大区夏朗德省，该省份为法国西部内陆省份，北起德塞夫勒省和维埃纳省，东临上维埃纳省，东南至多尔多涅省，南至多爾多涅省，西接滨海夏朗德省。
与圣莱热接壤的市镇（或旧市镇、城区）包括：布朗扎克-波尔舍雷斯、克雷萨克-圣热尼、诺纳克、佩里尼亚克。
圣莱热的时区为UTC+01:00、UTC+02:00（夏令时）。

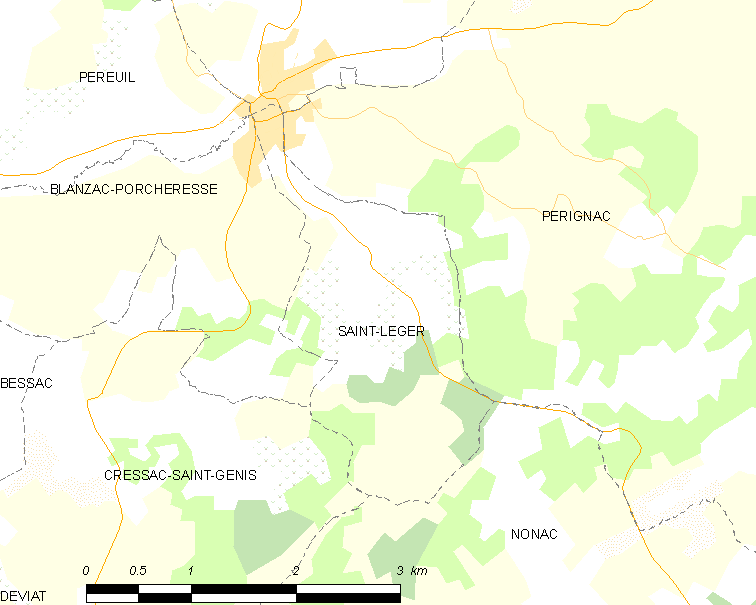
圣莱热的OSM定位图

## 行政
圣莱热的邮政编码为16250，INSEE市镇编码为16332。

## 政治
圣莱热所属的省级选区为夏朗德南县。

## 人口

1962-2008年间圣莱热人口变化图示

圣莱热于2018年1月1日时的人口数量为128人。